# Egyptens tjugotredje dynasti
Egyptens tjugotredje dynasti varade omkring 828-712 f.Kr. Dynastin räknas oftast till den Tredje mellantiden i det forntida Egypten. Faraonerna av den tjugoförsta dynastin delade makten över Egypten med tjugoandra dynastin och möjligen helt eller delvis även med den tjugoförsta dynastin.